# Puffin de Heinroth
Puffinus heinrothi
Espèce
Statut de conservation UICN

 VU D1+2 : Vulnérable
Le Puffin de Heinroth  (Puffinus heinrothi) est endémique de l'archipel Bismarck et sur l'île Bougainville en Papouasie-Nouvelle-Guinée et à Kolombangara dans les îles Salomon. Le nom de l'espèce commémore le zoologiste allemand Oskar Heinroth (1871-1945).